# Ягул (Глазовський район)
Ягу́л (рос. Ягул) — присілок в Глазовському районі Удмуртії, Росія.

## Населення
Населення — 22 особи (2010; 30 в 2002).
Національний склад станом на 2002 рік:
- удмурти — 97 %

## Урбаноніми[3]
- вулиці — Ягульська